# Zattera di salvataggio

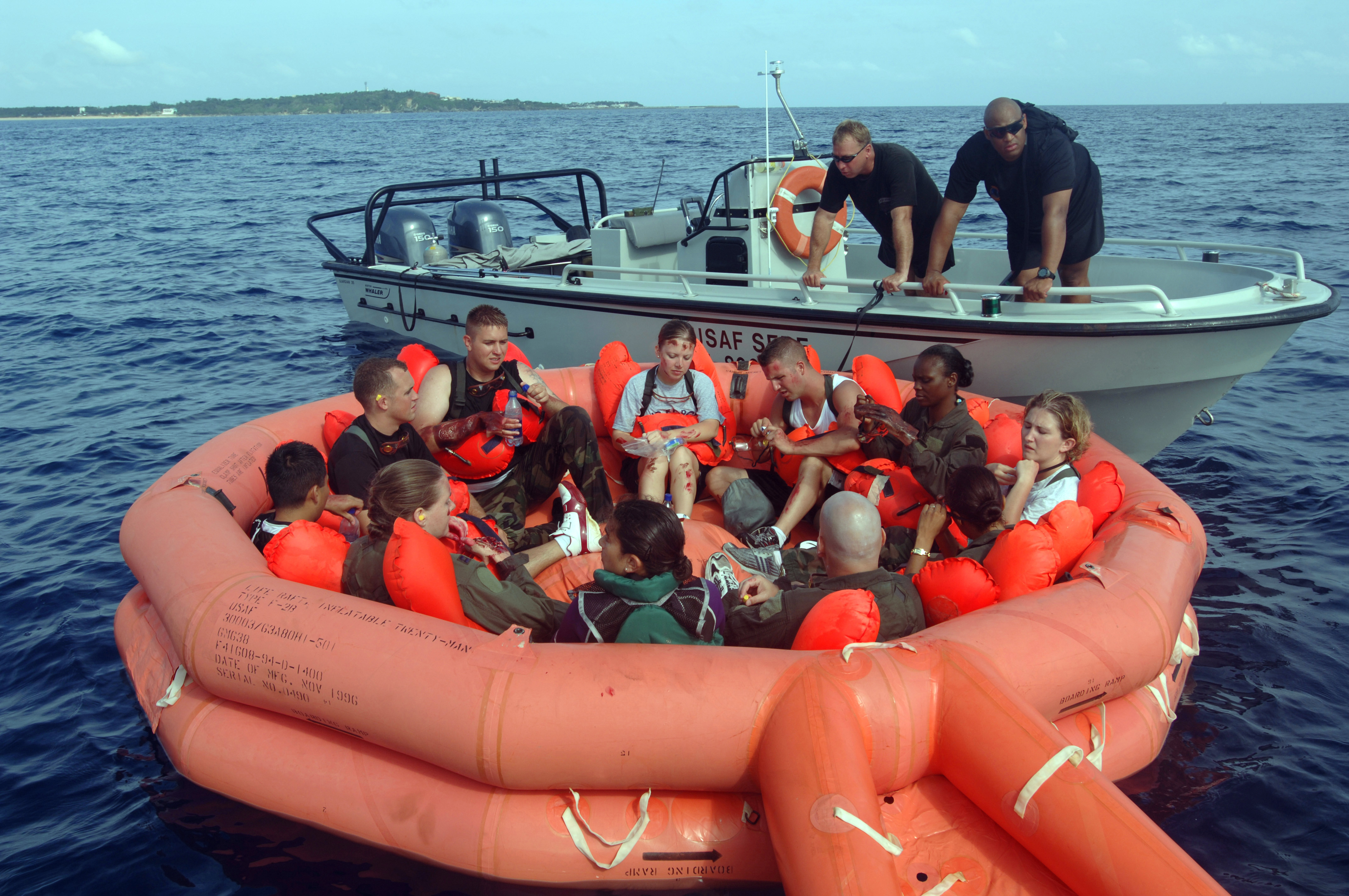
Zattera di salvataggio durante un'esercitazione.

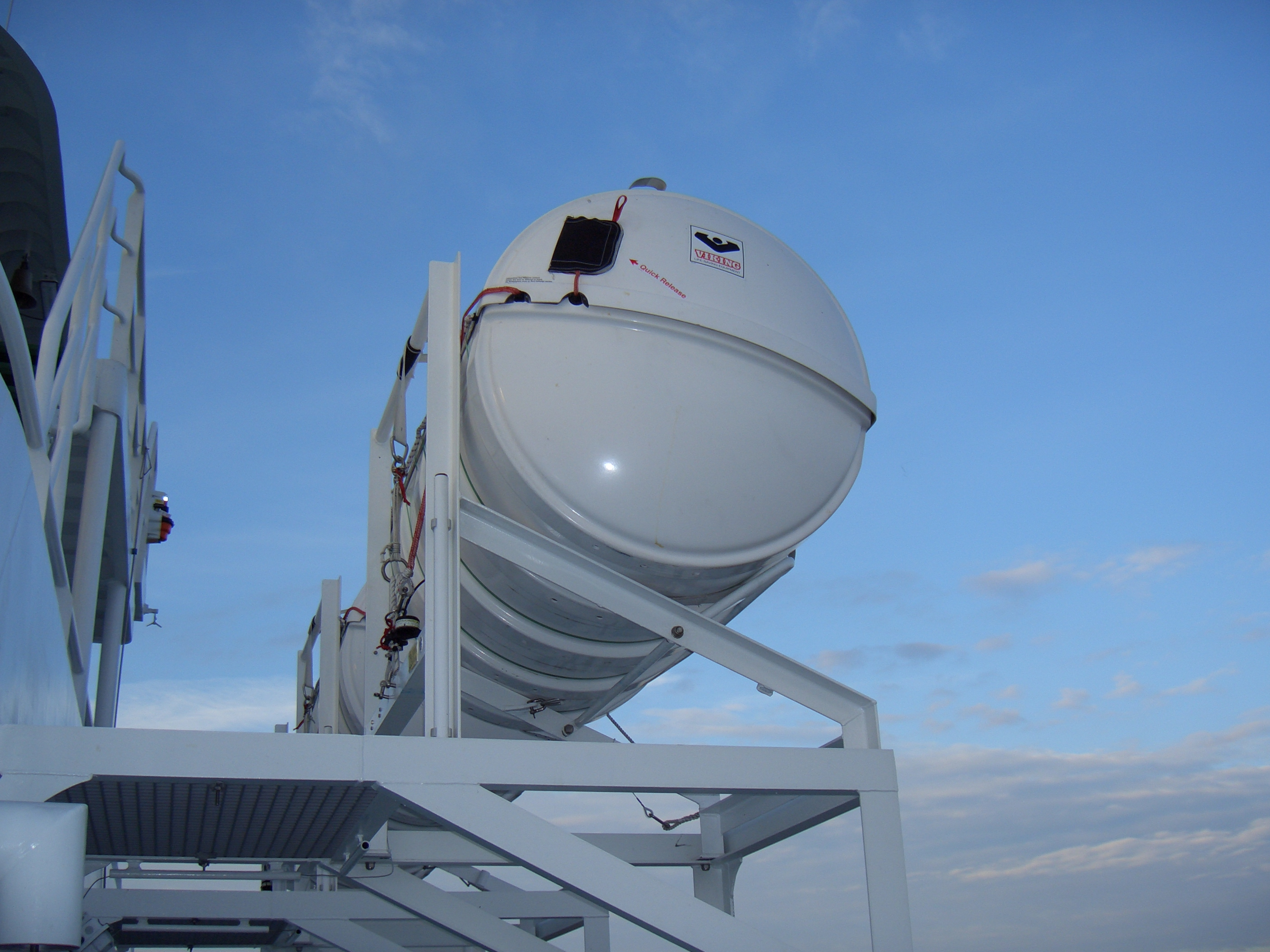

La zattera di salvataggio è un galleggiante previsto tra le dotazioni di sicurezza di natanti, imbarcazioni, navi e velivoli operanti su specchi d'acqua da convenzioni internazionali per la salvaguardia della vita umana in mare e da norme nazionali, come mezzo collettivo di salvataggio pneumatico idoneo a sostenere e a mantenere in vita persone in pericolo dopo l'abbandono nave.

## Manuale per il proprietario
Assieme alla zattera è fornito un manuale per il proprietario contenente almeno le seguenti informazioni:
- nome del fabbricante o marchio commerciale;
- descrizione della zattera;
- informazioni per il trasporto e lo stivaggio;
- istruzioni per l'impiego;
- consigli sulla sopravvivenza a bordo;
- istruzioni per la manutenzione e la revisione della zattera.

## Carta di identificazione
Ogni zattera è fornita con una carta di identificazione che riporta le seguenti informazioni:
- nome del fabbricante o marchio commerciale;
- modello della zattera;
- numero di matricola della zattera;
- idoneità della zattera al tipo di navigazione: (in questo campo dovranno essere indicate anche le eventuali limitazioni di utilizzo quali distanza massima dalla costa o da porti, ovvero utilizzo in zone di mare delimitate);
- capacità della zattera in persone;
- tipo Approvato Ministero delle Infrastrutture e dei Trasporti, solo per le zattere di tipo approvato o riconosciute idonee per il diporto e per gli stessi tipi di navigazione dall'Amministrazione di uno Stato membro dell'Unione Europea o aderente all'Accordo sullo Spazio Economico Europeo, dovranno essere indicati gli estremi dell'approvazione rilasciata da un altro Paese comunitario o dello spazio economico europeo ovvero in mancanza di una formale approvazione gli estremi della norma tecnica obbligatoria che rendono le zattere idonee all'uso sulle unità da diporto nel Paese nel quale sono fabbricate o commercializzate;
- numero e data del decreto ministeriale di approvazione (solo per le zattere approvate in Italia[senza fonte]);
- data del confezionamento;
- registrazione di tutte le revisioni effettuate comprensive del nome della stazione di revisione, del timbro e della firma del responsabile.

## Libretto d'uso
All'interno di ogni zattera è inserito un libretto d'uso contenente le seguenti informazioni:
- il tipo di equipaggiamento o la lista delle dotazioni di emergenza;
- informazioni sull'impiego della zattera;
- istruzioni per la sopravvivenza a bordo;
- registrazione di tutte le revisioni effettuate con l'indicazione della stazione di revisione, il tipo di intervento eseguito, l'equipaggiamento sostituito, la data, il timbro e la firma del responsabile dell'operazione. Le predette informazioni possono anche essere contenute in un foglio separato;
- una rappresentazione della zattera gonfiata con l'indicazione della posizione dell'ancora galleggiante, dell'anello galleggiante e delle valvole di gonfiamento;
- istruzioni sulle azioni immediate da effettuare subito dopo l'imbarco sulla zattera, quali ad esempio:
- il taglio della barbetta ed allontanamento dall'unità in pericolo;
- l'attivazione dell'ancora galleggiante;
- la chiusura delle aperture di accesso;
- il mantenimento della zattera in condizioni operative, svuotamento dell'acqua imbarcata, gonfiamento del fondo, ricerca di eventuali perdite d'aria dai tubolari e loro eventuale riparazione.